# Luckow
Luckow település Németországban, Mecklenburg-Elő-Pomeránia tartományban. Lakosainak száma 561 fő (2023. december 31.).

## Jegyzetek

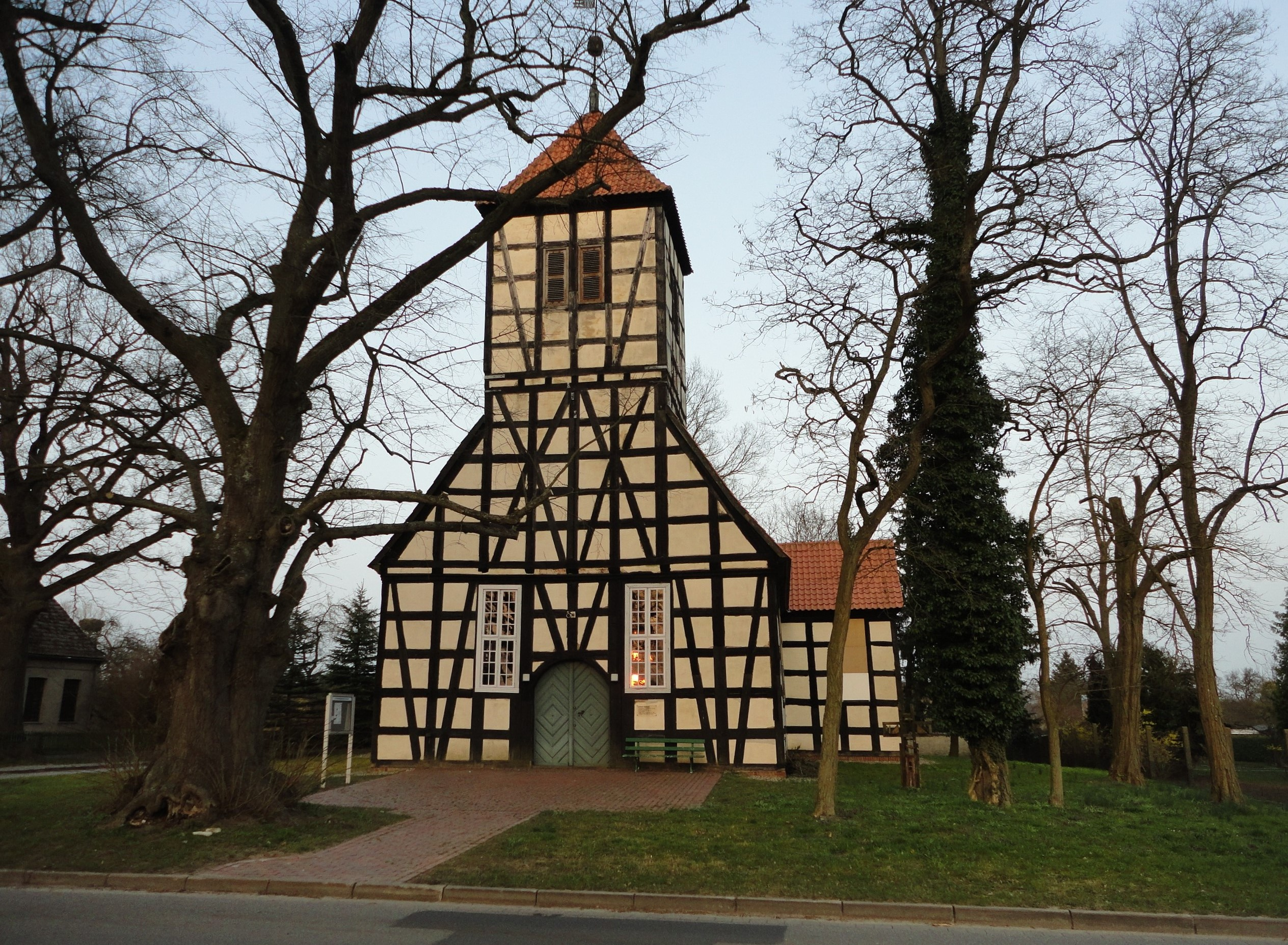

## Népesség
A település népességének változása:
| Lakosok száma | 620  | 576  | 572  | 565  | 561  | 561  |
|               | 2014 | 2017 | 2019 | 2021 | 2022 | 2023 |